# ۲۲ ژوئیه
۲۲ ژوئیه دویست و سومین (در سال‌های کبیسه دویست و چهارمین) روز سال در گاه‌شماری میلادی است. ۱۶۲ روز تا پایان سال باقی است.

## رویدادها
- ۸۳۸ - نبرد انزن: تئوفیلوس امپراتور بیزانس شکست سنگینی از عباسیان متحمل شد.
- ۱۰۹۹ - اولین جنگ صلیبی: گادفری بوین به عنوان اولین مدافع کلیسای مقبره مقدس پادشاهی اورشلیم انتخاب شد.

## زادروز ها
- ۱۸۶۲ - کاسمو دف-گوردن، بازرگان اهل بریتانیا.
- ۱۹۲۵ - جک متیوز، نویسنده اهل آمریکا.
- ۱۹۳۸ - ترنس استامپ، بازیگر اهل بریتانیا.
- ۱۹۴۶ - دنی گلاور، بازیگر و کارگردان اهل آمریکا.
- ۱۹۵۱ - تیسا فارو، بازیگر اهل آمریکا.
- ۱۹۵۵ - ویلم دفو، بازیگر اهل آمریکا.
- ۱۹۶۷ - ریس ایفانز، بازیگر اهل ولز.
- ۱۹۶۹ - دسپینا وندی، خواننده یونانی.
- ۱۹۷۳ - اس تملکوران، نویسنده و روزنامه‌نگار اهل ترکیه.
- ۱۹۷۷ - گوستاوو نیری، بازیکن فوتبال اهل برزیل.
- ۱۹۸۰ - درک کویت، بازیکن فوتبال اهل هلند.
- ۱۹۸۰ - تابلو، خواننده و ترانه سرا کره‌ای-کانادایی.
- ۱۹۸۸ - پاول کوتس، بازیکن فوتبال اهل بریتانیا.
- ۱۹۹۲ - سلنا گومز، خواننده و بازیگر اهل آمریکا.
- ۱۹۹۵ - آرمان مالک، خواننده و بازیگر اهل هند.
- ۱۹۹۶ - اسکایلر گیزوندو، بازیگر اهل آمریکا.
- ۱۹۹۸ - فدریکو والورده، بازیکن فوتبال اهل اروگوئه.
- ۲۰۰۶ - جیوون والتون، بازیگر اهل آمریکا.

## مرگ‌ها
- ۱۴۶۱ - شارل هفتم، پادشاه فرانسه.
- ۱۶۷۶ - کلمنت دهم، پاپ کلیسای کاتولیک رم از سال ۱۶۷۰ تا سال ۱۶۷۰.
- ۱۸۳۲ - ناپلئون دوم، پسرِ ناپلئون بناپارت.
- ۱۹۱۴ - جرجی زیدان، تاریخ‌نگار، داستان‌نویس و روزنامه‌نگار لبنانی.
- ۱۹۱۵ - سندفورد فلمینگ، مهندس و مخترع اسکاتلندی-کانادایی.
- ۱۹۵۰ - ویلیام کینگ، سیاستمدار کانادایی.
- ۱۹۶۸ - جووانی گوارسکی، نویسنده، روزنامه‌نگار، کاریکاتوریست و طنزپرداز ایتالیایی.
- ۱۹۷۴ - وین ال. مورس، سیاستمدار و سناتور آمریکایی.
- ۱۹۹۰ - مانوئل پوییگ، نویسنده آرژانتینی.
- ۱۹۹۰ - ادوارد استرلتسوف، بازیکن فوتبال اهل شوروی.
- ۲۰۰۰ - ریموند لومیو، شیمی‌دان اهل کانادا.
- ۲۰۰۰ - اریک کریسمس، بازیگر اهل بریتانیا.
- ۲۰۱۱ - لیلا اسفندیاری، کوهنورد زن ایرانی.
- ۲۰۱۱ - لیندا کریستین، بازیگر مکزیکی.